# Banganarti
L'église de Banganarti est située dans un petit village du Soudan, à mi-chemin entre la troisième et la quatrième cataracte du Nil, à 10 km d'Old Dongola, la capitale de la Makurie. 
Le site de Banganarti était un important centre de pèlerinage chrétien, l'église, exceptionnelle au titre de ses dix-huit chapelles et sept sanctuaires était visitée par un nombre considérable de pèlerins durant tout le Moyen Âge.

## Les fouilles

### Recherche archéologique polonaise
Les archéologues polonais travaillent sur le site depuis 1998. Banganarti a été inclus dans la prospection de terrain menée dans le cadre du Southern Dongola Reach Survey, dirigé par Bogdan Żurawski, les fouilles ont commencé en 2001. Plus tôt, à partir de 1984, le site avait été étudié par une expédition du Musée royal de l'Ontario (projet ROM 53).  
Les recherches polonaises sont organisées par le Centre polonais d'archéologie méditerranéenne de l'Université de Varsovie, l'Institut des cultures méditerranéennes et orientales de l'Académie polonaise des sciences et, depuis 2016, par l'Institut d'archéologie de l'Université de Rzeszów. Les fouilles archéologiques et les travaux de conservation et de reconstruction ont été menés en coopération avec la Société nationale soudanaise des antiquités et des musées (NCAM). 
Au cours des premières saisons, les travaux se sont concentrés sur la grande église de Banganarti. Cinq églises se sont succédé sur ce site entre VIIe et XIe siècles(profondeur de fouilles de 8 m). Une architecture très originale a été mise à jour, plusieurs sépultures ont été découvertes et les fouilles ont mis en évidence de nombreuses peintures murales de grande qualité.   

## Le site
Le site est entouré de fortifications protégeant l'église et vraisemblablement un petit monastère (des restes de bâtiments ont été découverts autour de l'église), les moines devaient probablement gérer les masses de pèlerins qui affluaient vers l'église.  
Il fut fréquemment envahi par les crues du Nil et recouvert de sable du désert, cet enfouissement explique la bonne conservation du site.  
Banganarti est situé à proximité de l'ile fertile de Tanqasi, qui permettait de nourrir les moines et les très nombreux pèlerins. 
Au centre de l'espace délimité par les fortifications se tient l'église, la première église fouillée fut l'église supérieure, les archéologues découvrirent ensuite que cette église avait été construite au dessus d'une autre église : l'église inférieure.    

## Église inférieure
Une première église fut construite à la fin du VIe siècle, à la même époque que les fortifications. Elle est reconstruite au VIIe siècle, et était probablement dédiée à l'Archange Raphaël comme l'église supérieure, elle fut de nouveau reconstruite au IXe siècle. Cette 3ème version aurait pu être bâtie par le roi Zacharias, rendant grâce à Dieu pour le retour de son fils Georges de Bagdad. Quatre colonnes supportaient son toit originellement en bois, il fut remplacé par des voutes en briques lors de sa reconstruction. Quelques éléments de la première église (VIIe siècle) furent retrouvés dans les fondations de l'église suivante, ces pierres révélèrent des peintures murales datant du VIIe siècle, Archanges et saints à cheval en constituaient les motifs principaux. Dans l'église du IXe siècle, les archéologues découvrirent des peintures de saints évêques, d'un archange, du protomartyr saint Étienne et un diptyque représentant à droite Moïse devant le Buisson ardent et à gauche, la descente aux Enfers (Anastasis) de Jésus Christ. Sur le mur sud était décrite la scène où saint Sisinnios, à cheval, tue une femme possédée par le démon,. Une peinture murale reproduisant l’icône Théotokos de Marie a été révélée sur ce même mur.
Les peintures murales font partie des découvertes les plus importantes faites à Banganarti. Quinze ont été révélées sur les murs de l'église inférieure, mais elles étaient dans un état bien pire que celles qui décoraient l'intérieur de l'église supérieure (Raphaëlion II). 

## Église supérieure

### Architecture
Cette église a probablement été construite vers 1070, au dessus de l'église inférieure. Son plan est à peu près carré, elle mesure 23.5 m x 23 m, elle était couverte d'un dôme supporté par quatre piliers massifs flanqués chacun de deux colonnes engagées. L'espace central est exceptionnel, il est entouré de petites salles carrées ouvertes sur le centre. Sept chapelles ferment l'espace central à l'est, chacune d'entre elles possède une abside. L'édifice possède trois entrées et deux escaliers menant à la salle centrale et aux chapelles. L'originalité de cette architecture et la qualité de sa construction font de cet édifice un chef d’œuvre de l'architecture et de l'art nubien,.
L'église supérieure est appelée Raphaëlion II, du nom de l'archange à laquelle elle est probablement dédiée, l'archange Raphaël. Le nombre «II» a été ajouté car l'église inférieure lui était probablement également dédiée. 
Selon Wlodzimierz Godlewski, l'église de Banganarti aurait été détruite par le sultan mamelouk Baybars au XIIIe siècle (en représailles après l'attaque d'Aydhab et le pillage d'Assouan par les Nubiens, voir Makurie), elle aurait été reconstruite ensuite. 

### Peintures murales
Sur les 57 peintures murales conservées, 13 étaient des représentations d'un roi.  Dans chacune des sept absides est figuré le roi protégé par un archange et entouré des douze apôtres,. Dans deux de ces chapelles (chapelles II et III), le roi, déjà couronné, porte un orbe ainsi qu'une deuxième couronne dans sa main gauche et, dans sa main droite, un sceptre surmonté d'un Christ trônant et bénissant. L'orbe est surmonté de la maquette d'une église. Aucun de ces symboles n'est présent dans les peintures byzantines, Magdalena Łaptaś y voit des influences égyptiennes et méroitiques. 
Les fouilles ont révélé que du XIe au XIIIe siècle, le portrait du roi précédent était effacé et remplacé par son successeur, probablement à son décès. D'autres espaces présentent des portraits de rois ou de dignitaires. Quelques peintures à caractère liturgique sont dispersées dans l'ensemble du bâtiment : Jésus Christ et saint Thomas, un saint cavalier, une Vierge à l'enfant, saint Côme et saint Damien et plusieurs figures d'archanges.

### Lieu de pèlerinage
Raphaël est le protecteur du fidèle ; en référence au livre de Tobie, l'équipe des archéologues a émis l'hypothèse que le pèlerinage vers ce site aurait eu pour objet d'améliorer la santé des yeux des fidèles. L'hypothèse de pèlerinage à but médical est renforcée par la présence de portraits de saint Côme et de saint Damien (peintures murales datées du XIe siècle), saints anargyres pratiquant tous deux la médecine.
L'église supérieure a été utilisée du milieu du XIe au milieu du XVIIIe siècle. C'était un centre de pèlerinage important, comme l'attestent près de 1000 graffiti laissés par les visiteurs sur les murs du Raphaelion,.  

### Graffiti
Ils sont écrits en grec, en ancien nubien ou en un mélange des deux.  Les graffiti ne couvraient que les murs dépourvus de peinture. Lorsqu'un mur était rempli d'inscriptions, il était lavé et les pèlerins pouvaient de nouveau écrire dessus. Deux à trois couches de plâtre recouvrent ainsi les murs. Seule la dernière couche est visible, elle daterait de la fin XIIIe et du début du  XIVe siècles.
Les pèlerins écrivaient leur nom, parfois le nom de leur père et éventuellement une prière à l'archange Michel, à la Vierge Marie ou à l'archange Raphaël (Raphaël est invoqué en tant que sauveur des âmes), le Livre de Tobie est mentionné dans quelques textes (guérison de la cécité du père de Tobie). Elles mentionnent quelques rois de Nubie et d'autres personnalités, telle une reine mère, d'où leur importance historique. Le nom inscrit matérialise la présence du pèlerin auprès de l'archange Raphaël. Parfois les noms ne sont pas inscrits, mais les graffiti précisent que Dieu connaît le nom des pèlerins. Dans certaines inscriptions l'archange Raphaël est représenté par la lettre Φ flanquée de deux ailes.
Quelques graffiti sont figuratifs, ils représentent des animaux (dromadaires, antilopes, girafes, ânes, chevaux ...), une scène de chasse, un guerrier avec un bouclier, un pèlerin.
Parmi ces graffiti a même été retrouvée la trace d'un musulman (Ali) venu ici soigner sa vue,. 
Au XIVe siècle, un voyageur nommé Beneseg venant du sud de la France ou du nord de l'Espagne traversa la Méditerranée, l’Égypte et une partie de la Nubie et atteint Banganarti où il laissa un graffiti en latin sur l'un des murs de l'église : "lorsque Beneseg vint pour rendre hommage à Raphaël".

## Les fortifications
Les fortifications entourant le site sont les mieux préservées de toute la Nubie chrétienne. Elles forment un rectangle d'environ 120 m sur 90 m, les murailles font 4 m de haut.
Les premières fortifications sont construites en briques au VIIe siècle, de 2 m d'épaisseur, et de 3 m de haut, elles comportaient deux portes nord et sud et au moins une tour circulaire à chaque angle. Elles semblent avoir été construites après l'édification de l'église inférieure.
Elles sont reconstruites en briques, entre les XIe et XIIIe siècles, à l'époque où l'église supérieure est bâtie. Elles font alors 3 d'épaisseur. Une nouvelle porte est ajoutée à l'ouest, les tours d'angle sont renforcées, leur diamètre passe de 8 m à 10 m.
L'étude des fortifications médiévales, construites en grosses briques crues, ont permis de déceler les traces de deux incendies.
Selon Wlodzimierz Godlewski, l'église de Banganarti aurait été attaquée et détruite par le sultan mamelouk Baybars au XIIIe siècle (en représailles après l'attaque d'Aydhab et le pillage d'Assouan par les Nubiens, voir Makurie), elle aurait été reconstruite ensuite.